# Staffanstorp
Staffanstorp è una cittadina (tätort) della Svezia meridionale, situata nella contea di Scania; è il capoluogo amministrativo della municipalità omonima.

## Amministrazione

### Gemellaggi
- Ozzano dell'Emilia